# The Last Kingdom (sèrie de televisió)
The Last Kingdom (català: L'Últim Regne) és una sèrie de ficció històrica britànica basada en les novel·les The Saxon Stories de Bernard Cornwell. La primera sèrie de vuit episodis va ser estrenada el 10 d'octubre de 2015 a B i a BBC Dos en el Regne Unit el 22 d'octubre de 2015. Una segona sèrie de vuit episodis es va estrenar a BBC Dos en el Regne Unit dins març 2017, co-produït per Netflix després de la sortida de BBC America. Netflix va ser el distribuïdor únic de la tercera sèrie de deu episodis, produïda per Carnival Films, retransmès des del 19 novembre 2018. El 26 de desembre de 2018, Netflix va renovar per una quarta sèrie, estrenada el 26 April 2020 i un cop més produït per Carnival Films.
El 7 de juliol de 2021 es va anunciar que la sèrie havia estat renovada per una cinquena i última temporada, la qual va estrenar-se a Netflix el 9 de març de 2022.

## Trama i protagonistes
Any 866, l'arribada del Gran exèrcit pagà a Bretanya està a punt de redefinir la relació entre Vikings i Anglosaxons. Després de l'establiment de "La Norma Danesa" a Jórvík i Ànglia de l'Est, la sèrie se centra en la resistència del Regne de Wessex davant dels atacs dels vikings al sud d'Anglaterra. Al final de la quarta temporada, la història ha cobert entre 40 i 50 anys. La primera temporada cobreix entre els anys 866 i 878, la segona temporada del 878 fins al 886, la tercera temporada entre el 893 i el 900, i la quarta temporada cobreix els anys 901 fins al 910/912.
La història té el seu personatge principal (anomenat Osbert durant la infantesa) re-batejat com Uhtred després que el seu germà gran fos assassinat pels invasors danesos. Llavors el seu pare juntament amb altres nobles saxons de Northumbria, és mort en combat contra aquests. Només el seu tiet i madrastra sobreviuen. L'Uthred i la Brida, una noia anglosaxona, són capturats com a esclaus per Earl Ragnar i són portats a la Northumbria Danesa. El temps passa i la filla d'en Ragnar, la Thyra, està a punt de casar-se, però la nit abans de els casament altres danesos ataquen i cremen la casa on la família dorm. Ragnar mor cremat viu i la Thyra és agafada com a esclava. Només l'Uthred i la Brida sobreviuen ja que es van passar la nit al bosc. Els atacants estan liderats per Kjartan, un viking descontent el qual va ser desterrat per Ragnar anys enrere per una ofensa comesa pel seu fill Sven. Uhtred jura venjar la mort d'en Ragnar i, simultàniament, espera reclamar Bebbanburg al seu oncle; qui busca matar l'Uhtred per tal de mantenir el control de les terres de Bebbanburg. L'Uthred es veu obligat a triar entre el regne dels seus ancestres i les persones que els van criar, i la seva lleialtat es veu constantment posada a prova.
La primera temporada cobreix més o menys els esdeveniments de les novel·les The Last Kingdom i The Pale Horseman de Bernard Cornwell, tot i així, a la pantalla són estan resumits; la segona temporada cobreix els successos de The Lords of the North i Sword Song. La tercera temporada està basada en The Burning Land i The Death of Kings, però la història pateix canvis considerables.
Els 10 episodis de la tercera temporada van ser només produïts per Netflix.

## Ambientació
La història és ambientada al segle IX dC tardà, quan Anglaterra està dividida en set regnes separats. Les terres anglosaxones són gradualment atacades, saquejades, i eficaçment governades pels Vikings danesos en nombroses zones. El Regne de Wessex queda com a últim bastió contra els danesos.

## Repartiment
| Actor                   | Personatge              | Temporada | Temporada | Temporada | Temporada | Temporada |
| Actor                   | Personatge              | 1         | 2         | 3         | 4         | 5         |
| ----------------------- | ----------------------- | --------- | --------- | --------- | --------- | --------- |
| Alexander Dreymon       | Uhtred                  | Principal | Principal | Principal | Principal | Principal |
| David Dawson            | Rei Alfred              | Principal | Principal | Principal |           |           |
| Emily Cox               | Brida                   | Principal | Principal | Principal | Principal | Principal |
| Tobias Santelmann       | Ragnar the Younger      | Principal | Principal | Principal |           |           |
| Adrian Bower            | Leofric                 | Principal |           | Recurrent |           |           |
| Thomas W. Gabrielsson   | Guthrum                 | Principal |           |           |           |           |
| Simon Kunz              | Odda the Elder          | Principal | Principal |           |           |           |
| Harry McEntire          | Aethelwold              | Principal | Principal | Principal |           |           |
| Rune Temte              | Ubba                    | Principal |           |           |           |           |
| Joseph Millson          | Aelfric                 | Principal | Principal |           | Principal | Principal |
| Brian Vernel            | Odda the Younger        | Principal |           |           |           |           |
| Amy Wren                | Mildrith                | Principal |           |           |           |           |
| Charlie Murphy          | Iseult                  | Principal |           |           |           |           |
| Ian Hart                | Pare Beocca             | Principal | Principal | Principal | Recurrent |           |
| Eliza Butterworth       | Aelswith                | Recurrent | Principal | Principal | Principal | Principal |
| Thure Lindhardt         | Guthred                 |           | Principal |           |           |           |
| Eva Birthistle          | Hild                    | Recurrent | Principal | Principal | Principal | Principal |
| Gerard Kearns           | Halig                   | Recurrent | Principal |           |           |           |
| David Schofield         | Abbot Eadred            |           | Principal |           |           |           |
| Peri Baumeister         | Gisela                  |           | Principal | Principal |           |           |
| Peter McDonald          | Brother Trew            |           | Principal |           |           |           |
| Mark Rowley             | Finan                   |           | Principal | Principal | Principal | Principal |
| Alexandre Willaume      | Kjartan                 | Recurrent | Principal |           |           |           |
| Julia Bache-Wiig        | Thyra                   | Recurrent | Principal | Principal |           |           |
| Ole Christoffer Ertvaag | Sven                    | Recurrent | Principal |           |           |           |
| Björn Bengtsson         | Sigefrid                |           | Principal |           |           |           |
| Cavan Clerkin           | Father Pyrlig           |           | Principal | Principal | Principal | Principal |
| Arnas Fedaravičius      | Sihtric                 |           | Principal | Principal | Principal | Principal |
| Christian Hillborg      | Erik                    |           | Principal |           |           |           |
| Jeppe Beck Laursen      | Haesten                 |           | Principal | Principal | Principal | Principal |
| Toby Regbo              | Aethelred               |           | Principal | Principal | Principal |           |
| Millie Brady            | Aethelflaed             |           | Principal | Principal | Principal | Principal |
| James Northcote         | Aldhelm                 |           | Principal | Principal | Principal | Principal |
| Adrian Bouchet          | Steapa                  |           | Principal | Principal | Principal |           |
| Ewan Mitchell           | Osferth                 |           | Principal | Principal | Principal | Principal |
| Simon Stenspil          | Dagfinn                 |           | Principal | Principal |           |           |
| Timothy Innes           | Edward                  |           |           | Principal | Principal | Principal |
| Thea Sofie Loch Næss    | Skade                   |           |           | Principal |           |           |
| Ola Rapace              | Earl Sigurd "Bloodhair" |           |           | Principal |           |           |
| Magnus Bruun            | Cnut                    |           |           | Principal | Principal |           |
| Adrian Schiller         | Aethelhelm the Elder    |           |           | Principal | Principal | Principal |
| Kevin Eldon             | Bishop Erkenwald        |           |           | Principal |           |           |
| Jamie Blackley          | Eardwulf                |           |           |           | Principal |           |
| Stefanie Martini        | Eadith                  |           |           |           | Principal | Principal |
| Finn Elliot             | Young Uhtred            |           |           |           | Principal | Principal |
| Ruby Hartley            | Stiorra                 |           |           |           | Principal | Principal |
| Richard Dillane         | Ludeca                  |           |           |           | Principal | Principal |
| Dorian Lough            | Burgred                 |           |           |           | Principal | Principal |
| Steffan Rhodri          | Rei Hywel Dda           |           |           |           | Principal | Principal |
| Nigel Lindsay           | Rhodri                  |           |           |           | Principal |           |
| Eysteinn Sigurðarson    | Sigtryggr               |           |           |           | Principal | Principal |
| Amelia Clarkson         | Ælflæd                  |           |           | Recurrent | Principal | Principal |
| Harry Gilby             | Æthelstan               |           |           |           |           | Principal |
| Patrick Robinson        | Father Benedict         |           |           |           |           | Principal |
| Phia Saban              | Ælfwynn                 |           |           |           |           | Principal |
| Micki Stoltt            | Rǫgnvaldr               |           |           |           |           | Principal |
| Harry Anton             | Bresal                  |           |           |           |           | Principal |
| Sonya Cassidy           | Eadgifu                 |           |           |           |           | Principal |
| Ryan Quarmby            | Cynlaef                 |           |           |           |           | Principal |

| - Alexander Dreymon com a Uhtred of Bebbanburg - David Dawson com a Rei Alfred (temporades 1–3) - Tobias Santelmann com a Ragnar the Younger (temporades 1–3) - Emily Cox com a Brida - Adrian Bower com a Leofric (temporades 1 i 3) - Thomas W. Gabrielsson com a Guthrum (temporada 1) - Simon Kunz com a Odda the Elder (temporades 1–2) - Harry McEntire com a Aethelwold (temporades 1–3) - Rune Temte com a Ubba (series 1) - Joseph Millson com a Aelfric (temporades 1–2 i 4) - Brian Vernel com a Odda the Younger (temporada 1) - Amy Wren com a Mildrith (temporada 1) - Charlie Murphy com a Reina Iseult (temporada 1) - Ian Hart com a Beocca (temporades 1–4) - Eliza Butterworth com a Aelswith; la dona de l'Alfred i Reina d'Anglaterra. (temporada 2–present; recurrent temporada 1) - Thure Lindhardt com a Guthred (temporada 2) - Eva Birthistle com a Hild; una monja i una de les aliades de més confiança de l'Uthred. (temporada 2–present; recurrent temporada 1) - Gerard Kearns com a Halig (temporada 2; recurrent temporada 1) | - David Schofield com a Abbot Eadred (temporada 2) - Peri Baumeister com a Gisela; la segona dona de l'Uthred i la germana d'en Guthred. (temporades 2–3) - Peter McDonald com a Germà Trew (temporada 2) - Mark Rowley as Finan; una guerrer irlandès jurat a Uthred. (temporada 2–present;) - Alexandre Willaume com a Kjartan (temporada 2; recurrent temporada 1) - Julia Bache-Wiig com a Thyra (temporada 2–3; recurrent temporada 1) - Ole Christoffer Ertvaag com a Sven (temporada 2; recurrent temporada 1) - Björn Bengtsson com a Sigefrid (temporada 2) - Cavan Clerkin com a Father Pyrlig; un sacerdot gal·lès i ex-guerrer. (temporada 2–present) - Arnas Fedaravičius com a Sihtric; fill d'en Kjartan que es converteix en un dels aliats de l'Uthred. (temporada 2–present) - Christian Hillborg com a Erik (temporada 2) - Jeppe Beck Laursen com a Haesten (temporada 2–present) - Toby Regbo com a Æthelred, senyor de Mèrcia (temporades 2–4) - Millie Brady com a Princesa Æthelflæd (temporada 2–present) - James Northcote com a Aldhelm (temporada 2–present) - Adrian Bouchet com a Steapa; cap dels guàrdies de l'Alfred i, més tard de l'Edward. (temporades 2–4) - Ewan Mitchell com a Osferth; el fill il·legítim de l'Alfred i un dels aliats de l'Uthred. (temporada 2–present) - Simon Stenspil com a Dagfinn; el cap dels Danesos. (temporades 2–3) | - Timothy Innes com a Edward; rei d'Anglaterra (temporada 3–present) - Thea Sofie Loch Næss com a Skade (temporada 3) - Ola Rapace com a Earl Sigurd "Bloodhair" (temporada 3) - Magnus Bruun as Cnut; un cabdill danès poderós i cosí de Ragnar. (temporada 3–4) - Adrian Schiller com a Aethelhelm the Elder; un poderós i ric Ealdorman de Wessex. (temporada 3–present) - Kevin Eldon com a Bisbe Erkenwald; un bisbe al servei de l'Alfred. (temporada 3) - Jamie Blackley com a Eardwulf; el comandant de les tropes de Lord Æthelred. (temporada 4) - Stefanie Martini com a Eadith; la mestress de l'Ealdorman Æthelred i la germana petita de Eardwulf (temporada 4–present) - Finn Elliott as Young Uhtred; el fill de l'Uthred. (temporada 4–present) - Ruby Hartley com a Stiorra; la filla de l'Uthred. (temporada 4–present) - Richard Dillane com a Ludeca; un Ealdorman de Mercia. (temporada 4–present) - Dorian Lough com a Burgred; un Ealdorman de Mercia. (temporada 4–present) - Steffan Rhodri com a Rei Hywel Dda (temporada 4–present) - Nigel Lindsay com a Rhodri (temporada 4) - Eysteinn Sigurðarson com a Sigtryggr; un cabdill Viking. (temporada 4–present) - Amelia Clarkson com a Ælfflæd; dona del Rei Edward i la filla de Aethelhelm. (temporada 4–present; recurrent temporada 3) |

### Recurrents
| - Matthew Macfadyen com a Lord Uhtred - Rutger Hauer com a Ravn - Peter Gantzler com a Earl Ragnar - Tom Taylor com a Young Uhtred - Henning Valin Jakobsen com a Storri - Jason Flemyng com a Edmund el Màrtir - Alec Newman com a Rei Æthelred - Lorcan Cranitch com a Pare Selbix - Victor McGuire com a Oswald - Sean Gilder com a Wulfhere - Jonas Malmsjö com a Skorpa of the White Horse - Paul Ritter com a Rei Peredur - Nicholas Rowe com a Germà Asser | - Richard Rankin com a Pare Hrothweard - Magnus Samuelsson com a Clapa - Anthony Cozens com a Aidan - Henrik Lundström com a Rollo - Marc Rissmann com a Tekil - Christopher Sciueref com a Jonis - Erik Madsen com a Fiske - Jóhannes Haukur com a Sverri - Oengus MacNamara com a Bjorn - Tibor Milos Krisko com a Rypere - Ingar Helge Gimle com a Gelgill | - Ed Birch com a Sigebriht - Julia Brown com a Ecgwynn - Ian Conningham com a Offa - Tygo Gernandt com a Jackdaw - Jon Furlong com a Brother Godwin - Debbie Chazen com a Sable - Anton Saunders com a Godric - Ciáran Owens com a Tidman - Daniel Tuite com a Brother Hubert - Annamária Bitó com a Ælfwynn - Bernard Cornwell com a Beornheard - Lee Boardman com a Guthlac | - Caspar Griffiths com a Æthelstan - Máté Haumann com a Cenr - Marcell Zsolt Halmy com a Ælfweard - Gabriel Harland com a Young Cnut - Tristan Harland com a Esga - Debbie Chazen com a Sable - Helena Albright com a Ælfwynn - Anthony Cozens com a Aidan - Kirill Bánfalvi com a Burgred's Son - Richard Heap com a Brother Oswi - Nicholas Asbury com a Brother Iestyn - Ossian Perret com a Wihtgar - Oscar Skagerberg com a Bjorgulf - Julia Brown com a Ecgwyn - Antal Leisen com a Creoda - Kimberley Wintle com a Taetan |

## Temporades i episodis
| Temporada | Temporada | Episodis | Emissió original       | Emissió original       | Emissió original |
| Temporada | Temporada | Episodis | Primer episodi         | Últim episodi          | Cadena           |
| --------- | --------- | -------- | ---------------------- | ---------------------- | ---------------- |
|           | 1         | 8        | 10 d'octubre de 2015   | 28 de novembre de 2015 | BBC Two          |
|           | 2         | 8        | 16 de març de 2017     | 4 de maig de 2017      | BBC Two          |
|           | 3         | 10       | 19 de novembre de 2018 | 19 de novembre de 2018 | Netflix          |
|           | 4         | 10       | 26 d'abril de 2020     | 26 d'abril de 2020     | Netflix          |
|           | 5         | 10       | 9 de març de 2022      | 9 de març de 2022      | Netflix          |

### Temporada 1 (2015)
| Núm. total | Núm. de la temporada | Episode   | Direcció      | Guió             | Data d'emissió original                           | Espectadors UK (milions) |
| ---------- | -------------------- | --------- | ------------- | ---------------- | ------------------------------------------------- | ------------------------ |
| 1          | 1                    | Episode 1 | Nick Murphy   | Stephen Butchard | 10 d'octubre de 2015 (US) 22 October 2015 (UK)    | 2.02                     |
| 2          | 2                    | Episode 2 | Nick Murphy   | Stephen Butchard | 17 d'octubre de 2015 (US) 29 October 2015 (UK)    | 1.54                     |
| 3          | 3                    | Episode 3 | Anthony Byrne | Stephen Butchard | 24 d'octubre de 2015 (US) 5 November 2015 (UK)    | 1.58                     |
| 4          | 4                    | Episode 4 | Anthony Byrne | Stephen Butchard | 31 d'octubre de 2015 (US) 12 November 2015 (UK)   | 1.60                     |
| 5          | 5                    | Episode 5 | Ben Chanan    | Stephen Butchard | 7 de novembre de 2015 (US) 19 November 2015 (UK)  | 1.60                     |
| 6          | 6                    | Episode 6 | Ben Chanan    | Stephen Butchard | 14 de novembre de 2015 (US) 26 November 2015 (UK) | 1.55                     |
| 7          | 7                    | Episode 7 | Peter Hoar    | Stephen Butchard | 21 de novembre de 2015 (US) 3 December 2015 (UK)  | 1.54                     |
| 8          | 8                    | Episode 8 | Peter Hoar    | Stephen Butchard | 28 de novembre de 2015 (US) 10 December 2015 (UK) | 1.65                     |

### Temporada 2 (2018)
| Núm. total | Núm. de la temporada | Episode   | Direcció        | Guió             | Data d'emissió original | Espectadors UK (milions) |
| ---------- | -------------------- | --------- | --------------- | ---------------- | ----------------------- | ------------------------ |
| 9          | 1                    | Episode 1 | Peter Hoar      | Stephen Butchard | 16 de març de 2017      | 1.60                     |
| 10         | 2                    | Episode 2 | Peter Hoar      | Stephen Butchard | 23 de març de 2017      | Sense determinar         |
| 11         | 3                    | Episode 3 | Jon East        | Ben Vanstone     | 30 de març de 2017      | Sense determinar         |
| 12         | 4                    | Episode 4 | Jon East        | Sophie Petzal    | 6 d'abril de 2017       | Sense determinar         |
| 13         | 5                    | Episode 5 | Jamie Donoughue | Stephen Butchard | 13 d'abril de 2017      | Sense determinar         |
| 14         | 6                    | Episode 6 | Jamie Donoughue | Stephen Butchard | 20 d'abril de 2017      | Sense determinar         |
| 15         | 7                    | Episode 7 | Richard Senior  | Stephen Butchard | 27 d'abril de 2017      | Sense determinar         |
| 16         | 8                    | Episode 8 | Richard Senior  | Stephen Butchard | 4 de maig de 2017       | Sense determinar         |

### Temporada 3 (2018)
| Núm. total | Núm. de la temporada | Episode    | Direcció        | Guió             | Data d'estrena original |
| ---------- | -------------------- | ---------- | --------------- | ---------------- | ----------------------- |
| 17         | 1                    | Episode 1  | Erik Leijonborg | Stephen Butchard | 19 de novembre de 2018  |
| 18         | 2                    | Episode 2  | Erik Leijonborg | Stephen Butchard | 19 de novembre de 2018  |
| 19         | 3                    | Episode 3  | Andy De Emmony  | Stephen Butchard | 19 de novembre de 2018  |
| 20         | 4                    | Episode 4  | Andy De Emmony  | Stephen Butchard | 19 de novembre de 2018  |
| 21         | 5                    | Episode 5  | Jon East        | Ben Vanstone     | 19 de novembre de 2018  |
| 22         | 6                    | Episode 6  | Jon East        | Sophie Petzal    | 19 de novembre de 2018  |
| 23         | 7                    | Episode 7  | Jan Matthys     | Lydia Adetunji   | 19 de novembre de 2018  |
| 24         | 8                    | Episode 8  | Jan Matthys     | Stephen Butchard | 19 de novembre de 2018  |
| 25         | 9                    | Episode 9  | Ed Bazalgette   | Stephen Butchard | 19 de novembre de 2018  |
| 26         | 10                   | Episode 10 | Ed Bazalgette   | Stephen Butchard | 19 de novembre de 2018  |

### Temporada 4 (2020)
| Núm. total | Núm. de la temporada | Episode    | Direcció       | Guió           | Data d'estrena original |
| ---------- | -------------------- | ---------- | -------------- | -------------- | ----------------------- |
| 27         | 1                    | Episode 1  | Ed Bazalgette  | Martha Hillier | 26 d'abril de 2020      |
| 28         | 2                    | Episode 2  | Ed Bazalgette  | Martha Hillier | 26 d'abril de 2020      |
| 29         | 3                    | Episode 3  | Sarah O'Gorman | Charlotte Wolf | 26 d'abril de 2020      |
| 30         | 4                    | Episode 4  | Sarah O'Gorman | Jamie Crichton | 26 d'abril de 2020      |
| 31         | 5                    | Episode 5  | Andy Hay       | Martha Hillier | 26 d'abril de 2020      |
| 32         | 6                    | Episode 6  | Andy Hay       | Martha Hillier | 26 d'abril de 2020      |
| 33         | 7                    | Episode 7  | David Moore    | Jamie Crichton | 26 d'abril de 2020      |
| 34         | 8                    | Episode 8  | David Moore    | Peter McKenna  | 26 d'abril de 2020      |
| 35         | 9                    | Episode 9  | Ed Bazalgette  | Martha Hillier | 26 d'abril de 2020      |
| 36         | 10                   | Episode 10 | Ed Bazalgette  | Martha Hillier | 26 d'abril de 2020      |

### Temporada 5
| Núm. total | Núm. de la temporada | Episode    | Direcció          | Guió                         | Data d'estrena original |
| ---------- | -------------------- | ---------- | ----------------- | ---------------------------- | ----------------------- |
| 37         | 1                    | Episode 1  | Andy Hay          | Martha Hillier               | 9 de març de 2022       |
| 38         | 2                    | Episode 2  | Alexander Dreymon | Martha Hillier               | 9 de març de 2022       |
| 39         | 3                    | Episode 3  | Andy Hay          | Laura Grace                  | 9 de març de 2022       |
| 40         | 4                    | Episode 4  | Paul Wilmshurst   | James Smythe                 | 9 de març de 2022       |
| 41         | 5                    | Episode 5  | Paul Wilmshurst   | Martha Hillier               | 9 de març de 2022       |
| 42         | 6                    | Episode 6  | Paul Wilmshurst   | Alex Straker                 | 9 de març de 2022       |
| 43         | 7                    | Episode 7  | Anthony Philipson | Alex Steward                 | 9 de març de 2022       |
| 44         | 8                    | Episode 8  | Anthony Philipson | Martha Hillier, James Smythe | 9 de març de 2022       |
| 45         | 9                    | Episode 9  | EJon East         | Martha Hillier               | 9 de març de 2022       |
| 46         | 10                   | Episode 10 | Jon East          | Martha Hillier               | 9 de març de 2022       |

## Producció

### Desenvolupament
El rodatge de la sèrie va començar al novembre de 2014. Està produïda per Carnival Films for BBC Two i BBC America. Nick Murphy coproductor executiu i ha dirigit múltiples episodis. La sèrie és filmada principalment a Hongria, amb la majoria d'escenes als vuit acres prop de Budapest propietat de Korda Studios amb el seu Poble Medieval i muntanyes circumdants, boscos i llacs.
La segona temporada va començar a gravar-se a Budapest al juny de 2016. Richard Rankin, Gerard Kearns, Thure Lindhardt, Millie Brady, Erik Madsen i Peter McDonald es van unit al repartiment. A l'agost de 2016, Aftonbladet va anunciar que els actors suecs Björn Bengtsson i Magnus Samuelsson s'unirien al repartiment principal. Aquell mes també va ser anunciat que Stephen Butchard tornaria com a guionista i que s'havia acordat que Netflix seria la coproductora internacional de la segona temporada.
A l'abril de 2018, Netflix va confirmar que una tercera temporada ja estava en fase de producció, que estaria basada en els llibres The Lords of the North i Sword Song i que s'estrenaria exclusivament a la plataforma digital. Bernard Conwewll va dir que li havien ofert fer una aparició cameo. L'actor suec Ola Rapace va unir-se al rpartiment de la tercera temporada per interpretar a Harald Bloodhair. El director suec Erik Leijonborg va estar darrere la càmera durant la temporada tres; anteriorment, ja havia col·laborat amb Rapace en altres sèries sueques.
El 26 de desembre de 2018, Netflix va renovar la sèrie per una quarta temporada. El rodatge de la temporada va tenir lloc entre abril i octubre de 2019.
El 7 de juliol de 2020. Netflix va renovar la sèrie per una cinquena temporada. El 30 d'abril de 2021, es va anunciar que la cinquena temporada seria l'última de la sèrie. El rodatge de la temporada va acabar al juny de 2021.
L'última temporada fou seguida d'una pel·lícula titulada The Last Kingdom: Seven Kings Must Die, la qual començà a gravar-se el 2022 a Budapest. Alexander Dreymon reprengué el seu paper com a Uthred i altres actors i actrius que han participat a la sèrie també retornaren. Seven Kings Must Die va ser acabada de rodar el 19 de març de 2022.

## Recepció

### Crítica
Al lloc web Rotten Tomatoes, el conjunt de la sèrie compta amb una aprovació del 91%. A Metacritic, la sèrie té una nota de 78 sobre 100 basada en 15 ressenyes. Les temporades han rebut les següents notes:
| Rotten Tomatoes | Rotten Tomatoes | Rotten Tomatoes | Rotten Tomatoes | Rotten Tomatoes |
| Nº temporada    | Nº temporada    | Aprovació       | Nota (sobre 10) | Ressenyes       |
| --------------- | --------------- | --------------- | --------------- | --------------- |
|                 | 1               | 87%             | 7.60            | 31              |
|                 | 2               | 86%             | 6               | 7               |
|                 | 3               | 100%            | 9               | 7               |
|                 | 4               | TBD             | TBD             | 3               |
|                 | 5               | TBD             | TBD             | 1               |

Sam Wollaston, de The Guardian, del primer episodi, va dir: "És bo no aferrar-se a cap personatge de The Last Kingdom". Charlotte Runcie, de The Daily Telegraph, va donar un 4 de 5 al pilot de la sèrie. Tant Wollaston con Runcie, van destacar les similituds entre The Last Kingdom i Game of Thrones.